# Équipe du Canada de hockey sur glace au Championnat du monde féminin 2011

## Contexte
Le championnat du monde féminin de hockey sur glace 2011 est disputé entre le 16 avril 2011 et le 25 avril 2011 dans les villes de Winterthour et Zurich en Suisse.

## Alignement

### Joueuses
| Numéro | Nom                  | Position   | Date de naissance | Équipe                       | PJ | B | A | Pts | Pun | Participation |
| ------ | -------------------- | ---------- | ----------------- | ---------------------------- | -- | - | - | --- | --- | ------------- |
| 2      | Agosta, Meghan       | Attaquante | 12 février 1987   | Lakers de Mercyhurst         | 5  | 0 | 5 | 5   | 2   | 4e            |
| 3      | Larocque, Jocelyne   | Défenseur  | 19 mai 1988       | Bulldogs de Minnesota-Duluth | 5  | 0 | 2 | 2   | 6   | 1re           |
| 6      | Johnston, Rebecca    | Attaquante | 24 septembre 1989 | Big Red de Cornell           | 5  | 4 | 2 | 6   | 0   | 3e            |
| 7      | Piper, Cherie        | Attaquante | 29 juin 1981      | Thunder de Brampton          | 5  | 3 | 1 | 4   | 2   | 4e            |
| 10     | Apps, Gillian        | Attaquante | 2 novembre 1983   | Thunder de Brampton          | 5  | 2 | 1 | 3   | 0   | 6e            |
| 12     | Mikkelson, Meaghan   | Défenseur  | 4 janvier 1985    | Chimos d'Edmonton            | 5  | 3 | 0 | 3   | 0   | 3e            |
| 13     | Ouellette, Caroline  | Attaquante | 25 mai 1979       | Stars de Montréal            | 5  | 1 | 2 | 3   | 2   | 8e            |
| 14     | Slusar, Bobbi Jo     | Défenseur  | 6 juin 1985       | Rockies de Strathmore        | 5  | 0 | 2 | 2   | 2   | 1re           |
| 15     | Watchorn, Tara       | Défenseur  | 30 mai 1990       | Terriers de Boston           | 5  | 0 | 2 | 2   | 4   | 1re           |
| 16     | Hefford, Jayna       | Attaquante | 1er avril 1992    | Thunder de Brampton          | 5  | 3 | 2 | 5   | 2   | 8e            |
| 18     | Ward, Catherine      | Défenseur  | 1er avril 1992    | Terriers de Boston           | 5  | 0 | 2 | 2   | 2   | 2e            |
| 20     | Wakefield, Jennifer  | Attaquante | 15 juin 1989      | Terriers de Boston           | 5  | 1 | 2 | 3   | 4   | 1re           |
| 21     | Irwin, Haley         | Attaquante | 6 juin 1988       | Bulldogs de Minnesota-Duluth | 5  | 2 | 2 | 4   | 4   | 2e            |
| 22     | Wickenheiser, Hayley | Défenseur  | 12 août 1978      | Dinos de Calgary             | 5  | 3 | 2 | 5   | 4   | 7e            |
| 24     | Spooner, Natalie     | Attaquante | 17 octobre 1990   | Buckeyes d'Ohio State        | 5  | 1 | 2 | 3   | 0   | 1re           |
| 25     | Bonhomme, Tessa      | Défenseur  | 23 juillet 1985   | Aeros de Toronto             | 5  | 1 | 3 | 4   | 0   | 3e            |
| 26     | Vaillancourt, Sarah  | Attaquante | 8 mai 1985        | Stars de Montréal            | 5  | 0 | 3 | 3   | 4   | 5e            |
| 29     | Poulin, Marie-Philip | Attaquante | 28 mars 1991      | Terriers de Boston           | 5  | 3 | 1 | 4   | 4   | 2e            |

### Gardiennes de but
| Numéro | Nom               | Date de naissance | Équipe                      | PJ | V | D | Min | BC | Moy  | Bl | A | Pts | Pun | Participation |
| ------ | ----------------- | ----------------- | --------------------------- | -- | - | - | --- | -- | ---- | -- | - | --- | --- | ------------- |
| 1      | Szabados, Shannon | 6 août 1986       | Griffins du MacEwan College | 2  | 1 | 1 | 128 | 3  | 1,41 | 1  | 0 | 0   | 0   | 2e            |
| 32     | Labonté, Charline | 15 octobre 1982   | Martlets de McGill          | 2  | 2 | 0 | 120 | 1  | 0,50 | 1  | 0 | 0   | 0   | 5e            |
| 33     | Saint-Pierre, Kim | 14 décembre 1978  | Stars de Montréal           | 1  | 1 | 0 | 60  | 0  | 0,00 | 1  | 0 | 0   | 0   | 8e            |

## Entraîneurs
| Poste                | Nom          | Date de naissance | Équipe        |
| -------------------- | ------------ | ----------------- | ------------- |
| Entraîneur-chef      | Walter, Ryan | 23 avril 1958     | Hockey Canada |
| Assistant entraîneur | Church, Dan  | 14 mai 1973       | Hockey Canada |
| Assistant entraîneur | Jordan, Lisa | 28 juin 1973      | Hockey Canada |

## Résultats
- Classement final au terme du tournoi[2] :  Médaille d'argent
- Meaghan Mikkelson est nommé meilleure défenseure du tournoi[3]
- Meaghan Mikkelson et Hayley Wickenheiser sont nommées dans l'équipe d'étoiles du tournoi[4]